# Římskokatolická farnost u kostela sv. Jiljí, Brno-Líšeň
Římskokatolická farnost u kostela sv. Jiljí, Brno-Líšeň je územním společenstvím římských katolíků v rámci brněnského děkanství brněnské diecéze s farním kostelem svatého Jiljí.

## Historie farnosti
Fara v Líšni byla již ve 14. století, k roku 1374 se připomíná farář Jindřich. V 16. století se v Líšni rozšířila nekatolická víra a Líšeň byla přifařena ke katolické faře ve Šlapanicích. Roku 1630 byla obnovena samostatná líšeňská farnost. V roce 1715 byla k líšeňské farnosti přifařena Slatina, která dosud v duchovní správě spadala pod Šlapanice.
Činnost salesiánů ve farnosti Brno-Líšeň začala v roce 1990 na přání biskupa Vojtěcha Cikrle. Nejdříve se mládež scházela na faře, v roce 1993 se utvořila skupina animátorů, kteří se podíleli na práci s dětmi v tzv. oratoři. Ve stejném roce začaly přípravy na stavbu střediska mládeže v panelovém sídlišti a nového kostela tamtéž. Od roku 1995 začali působit salesiáni v „likusáku“ (bývalém zařízení staveniště pro dělníky) v líšeňském sídlišti. Dne 23. června 1999 vznikla samostatná samostatná komunita Nejsvětější Trojice. Mezníkem v práci bylo otevření nové haly Salesiánského střediska mládeže 13. října 1999. Líšeňské sídliště se od 1. ledna 2021 stalo součástí nově vytvořené farnosti Brno-Nová Líšeň, která vznikla vyčleněním z farnosti Brno-Líšeň.

## Duchovní správci
Farnost od roku 1990 spravovali salesiáni. Od září 2005 do srpna 2020 byl líšeňským farářem P. Mgr. František Vavruša, SDB, od 1. září 2020 se farářem stal R. D. ThLic. Petr Šikula.

## Bohoslužby
| Kostel                 | Místo        | Bohoslužba (den)                                 | Hodina                                                                   | Poznámka        |
| ---------------------- | ------------ | ------------------------------------------------ | ------------------------------------------------------------------------ | --------------- |
| svatého Jiljí          | Brno-Líšeň   | neděle pondělí úterý středa čtvrtek pátek sobota | 7.00, 10.00, 18.00 7.00 18.00 18.00 (pro rodiče s dětmi) 8.00 18.00 7.30 | farní kostel    |
| Povýšení svatého Kříže | Brno-Slatina | neděle čtvrtek pátek (1. v měsíci)               | 8.30 18.00 (pro děti) 18.00                                              | filiální kostel |

## Primice
Ve farnosti slavili primice tito novokněží:
- Dne 1. července 1978 Karel Slanina

## Aktivity ve farnosti
Dnem vzájemných modliteb farností za bohoslovce a bohoslovců za farnosti brněnské diecéze je 9. leden. Adorační den připadá na 27. říjen. Farní kostel je možné si prohlédnout během každoroční Noci kostelů. Velmi úzký kontakt farnost udržuje se Salesiánským střediskem mládeže.
Ve farnosti funguje pastorační a ekonomická rada, působí pěvecký sbor a dětský sboreček. Každou neděli mají návštěvníci bohoslužeb možnost navštívit farní kavárnu. Farnost vydává časopis Kukátko.
Ve farnosti se pravidelně koná tříkrálová sbírka. Při sbírce v roce 2016 se vybralo v Líšni 17 493 korun a ve Slatině 27 305 korun.